# 삼성 갤럭시 A7 (2015)
삼성 갤럭시 A7(Samsung GALAXY A7)은 삼성전자에서 제조하여 판매하는 안드로이드 스마트폰으로, 2015년 1월 12일에 공개되었고, 2015년 1월 13일에 출시되었다.

## 외형
삼성 갤럭시 시리즈 보급형 최초로 금속 재질(알루미늄 합금) 풀 유니바디 형태로 제작하였다.
LED 플래시와 스피커는 뒤쪽에 카메라를 중심으로 좌우에 있다.

### 색상/에디션
- 미드나잇 블랙
- 펄 화이트.
- 샴페인 골드

## 운영 체제 / 소프트웨어

### 안드로이드 4.4 킷캣
안드로이드 OS 4.4.4 킷캣을 탑재하여 출시하였다.

### 안드로이드 5.0 롤리팝
A700S/K/L 모델이 2015년 8월 31일에 안드로이드 OS 5.0.2 롤리팝 업데이트를 시작하였다.

### 안드로이드 6.0 마시멜로
A700S/K/L 모델이 2016년 8월 29일에 안드로이드 OS 6.0.1 마시멜로 업데이트를 시작하였다.

## 변형 기종
| 모델 넘버 | 지역, 이동통신사 (Carrier)        | 통신 방식 (대역) | 특징 |
| --------- | --------------------------------- | ---------------- | ---- |
| A7000     | 중화인민공화국                    |                  |      |
| A700S/K/L | 대한민국 SK텔레콤, KT, LG유플러스 |                  |      |

## 같이 보기
- 삼성 갤럭시 A5
- 삼성 갤럭시 A7 (2016)